# アンリ・ヴァン・デ・ヴェルデ

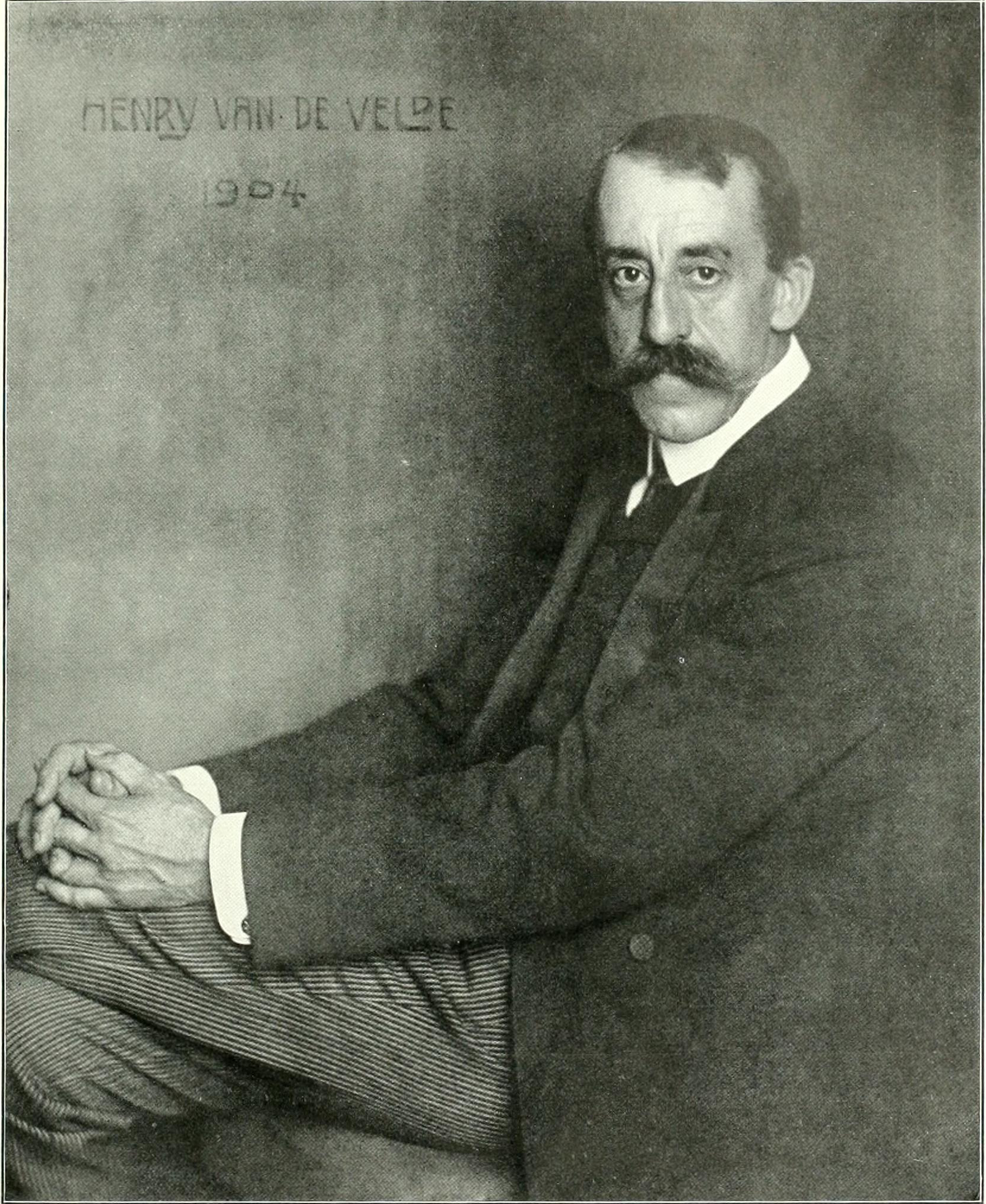
アンリ・ヴァン・デ・ヴェルデ（1904年）

アンリ・ヴァン・デ・ヴェルデ（Henry van de Velde, 1863年4月3日 - 1957年10月25日）は、19世紀末から20世紀始めに活躍したベルギーの建築家。アール・ヌーヴォーからモダンデザインへの展開を促した人物。ヴァン・ド・ヴェルドやファン・デ・フェルデとも表記される。 

## 略歴
ベルギーのアントウェルペン生れ。父はパリ・コミューンに参加した革命家であり、死刑判決を受け、ベルギーに亡命していた。ヴァン・デ・ヴェルデは画家を目指してパリに渡り、印象派の絵画から影響を受けた。ベルギーに帰国し、1887年に友人らとアール・アンデパンダン（独立芸術）というサークルを結成した（1884年にパリで独立芸術家協会が創立されていた）。
1894年頃から住宅設計を始め、1895年にパリでサミュエル・ビングのギャラリー Maison de l'Art Nouveau のインテリアを担当した。その後ベルリンに渡り、さらにザクセン大公ヴィルヘルム・エルンストに招かれ、1902年ヴァイマルに工芸ゼミナールを設立、1906年、工芸学校に発展し、校舎（1911年）の設計も行った。また、ドイツ工作連盟に参加し、中心メンバーとして活躍したが、第1回ドイツ工作連盟ケルン展（1914年）をきっかけに製品の規格化を推進するヘルマン・ムテジウスに反発し、作家の芸術性・個性を主張して論争を行った（規格化論争）。 
第一次世界大戦のため、工芸学校の後継者をヴァルター・グロピウス（1883年 - 1969年）に託し、ドイツを去った（1915年）。工芸学校は後のバウハウスの元になった。
スイスではロマン・ロランと交友したり、ミューラー家の依頼で美術館を設計した（現在、ゴッホのコレクションで有名なクレラー・ミュラー美術館）。